# Marija Pieriepiołkina
Marija Nikołajewna Pieriepiołkina z domu Duskriadczenko (ros. Мария Николаевна Перепёлкина, Дускрядченко; ur. 9 marca 1984, w Ałma-Acie) – rosyjska siatkarka, reprezentantka kraju, grająca na pozycji środkowej.

## Życie prywatne
W 2008 wyszła za mąż, za Aleksandra Pieriepiołkina, rosyjskiego trenera siatkówki.

## Sukcesy klubowe
Mistrzostwo Rosji:
- 2010, 2011, 2012, 2013
- 2008, 2009

Puchar CEV:
- 2009

Puchar Rosji:
- 2009, 2011

## Sukcesy reprezentacyjne
Mistrzostwa Świata:
- 2010

## Nagrody indywidualne
- 2009: Najlepsza zagrywająca Pucharu CEV